# Crest (Kalifornia, San Diego megye)
Crest statisztikai település az USA Kalifornia államában, San Diego megyében. Lakosainak száma 2828 fő (2020. április 1.).

## Népesség
A település népességének változása:

| 2010 | 2 593 |
| 2020 | 2 828 |